# Adam Blacklaw
Adam Smith Blacklaw (2. september 1937 – 28. februar 2010) var en skotsk fodboldspiller, som spillede målmand.
Han fik debuterede den 22. december 1956 med Burnley F.C.. I sæsonen 1959-60 blev Burnley engelske mestre hvor han, som alle de andre på holdet, modtog en medalje for at blive mestre.
I 1967 skrev han kontrakt med Blackburn Rovers for 15.000 euro.
I 1970 kom han til Blackpool FC og stoppede karrieren som professionel fodboldspiller et år senere.

## Eksterne links
- Burnley Hall of Fame
- Statestik Arkiveret 1. december 2009 hos  Wayback Machine